# Francesco Camusso
Francesco Camusso (ur. 9 marca 1908 w Burdini di Cumiana; zm. 23 czerwca 1995 w Turynie) – włoski kolarz szosowy, startujący wśród zawodowców w latach 1929–1938. Zwycięzca w 1931 i drugi kolarz w 1934 w Giro d’Italia. Trzykrotnie odnosił etapowe zwycięstwa w Tour de France.

## Najważniejsze zwycięstwa
- 1931 - etap i klasyfikacja generalna Giro d’Italia
- 1932 - etap w Tour de France
- 1934 - etap w Tour de Suisse
- 1935 - etap w Tour de France
- 1937 - etap w Tour de France